# Casa de Golfín
La casa de Golfín es una casa nobiliaria española originaria de la ciudad de Cáceres.
El de los Golfines es el linaje cacereño del que existe más copiosa documentación y del que se dispone mayor número de fuentes y testimonios de variada índole.
En la ciudad de Cáceres se han inventariado más de cincuenta escudos de los Golfín en edificios, laudes, retablos, etc.
El linaje se dividió en dos ramas en la descendencia de Pero Alonso Golfín.
A esta casa perteneció Sancho de Paredes Golfín, nacido en Cáceres en el último tercio del siglo XV y muerto en la misma ciudad en 1546,
quien llegaría a ser regidor de Cáceres y camarero mayor de la reina Isabel la Católica. Por haber ocupado este puesto, el edificio cacereño que se conoce hoy como palacio de los Golfines de Abajo, donde él vivió, recibió durante siglos el nombre de “casas del camarero”.